# Baltimore Museum of Art
Baltimore Museum of Art är ett konstmuseum i Baltimore i USA.
Baltimore Museum of Art grundades 1914 och har en samling på 90.000 verk. Museet har bland annat en stor samling konst av Henri Matisse. Det har två skulpturträdgårdar med verk från 1900-talet.

## Historik
Baltimore Museum of Art grundades 1914 av åtta personer i staden. Museet öppnade 1923 i Garett Mansion. År 1929 öppnades museet i en särskild museibyggnad, ritad av John Russell Pope. 
År 1936 visade Baltimore Museum of Art en av de tidigaste utställningarna av afrikansk konst i USA. 
År 1980 öppnade museet Wurtzburger Sculpture Garden och 1988 Levi Sculpture Garden med skulpturer från 1900-talet. År 1982 öppnades en tillbyggd östra flygel med plats för tillfälliga utställningar, museibutik rtestaurant och föreläsningssal. En västra flygel tillkom 1994.

## Samlingar
Samlingen av afrikansk konst på Baltimore Museum of Art tillhör de viktigaste i USA. Janet och Alan Wurtzburger har sedan 1954 donerat ett antal verk till museet, som har fler än 2.000 verk från forntid till nutid, från bland annat gamla riket i Egypten och kungariket Bambarariket för bambarafolket. Samlingen omfattar masker, smycken, textilier, ceremoniella vapen och keramik.  
Den asiatiska samlingen omfattar verk från Indien, Kina, Japan, Tibet, Främre orienten och Sydostasien. En stor del av denna består av kinesiskt porslin, framför allt från Tangdynastin. Två särskilt kända verk är en Guanyinfigur i naturlig storlek från Hebeiprovinsen och en hästfigur från en grav från Handynastin.

## Bildgalleri

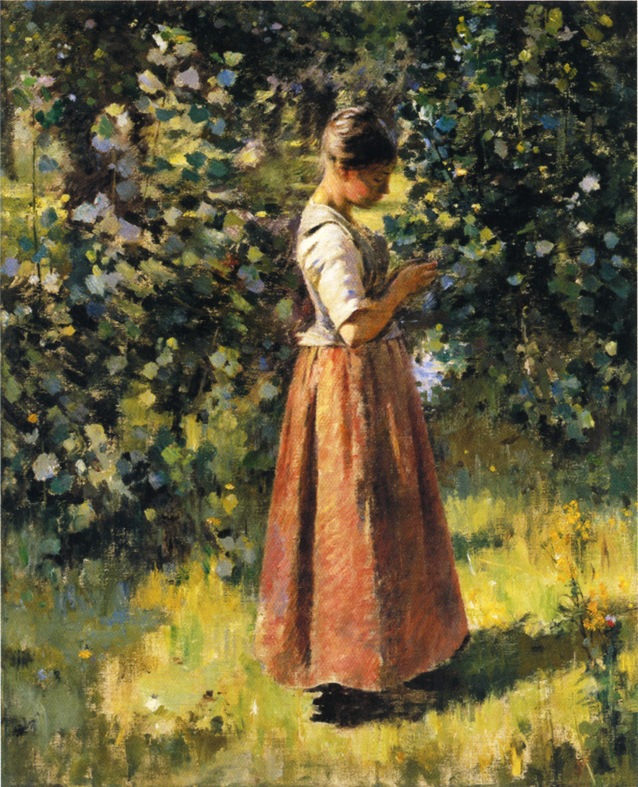
Theodore Robinson: I dungen
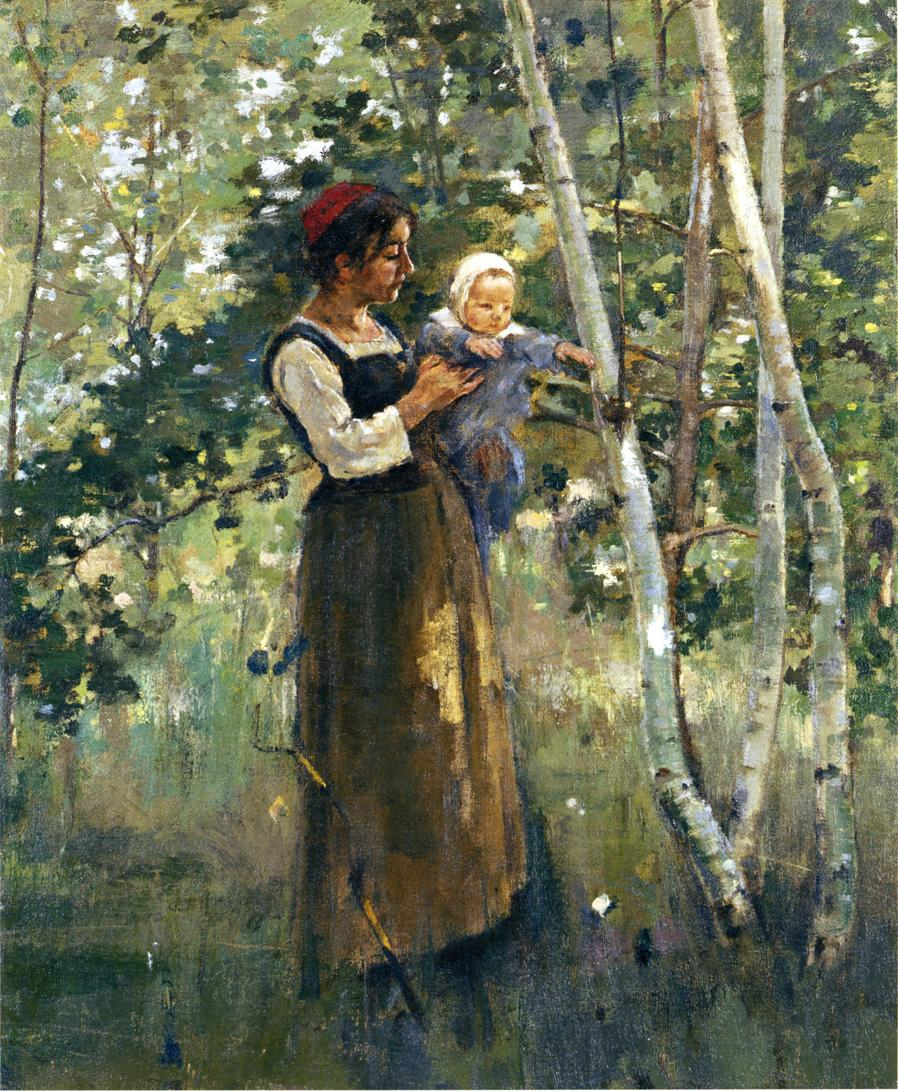
Theodore Robinson: Mor och barn vid härden
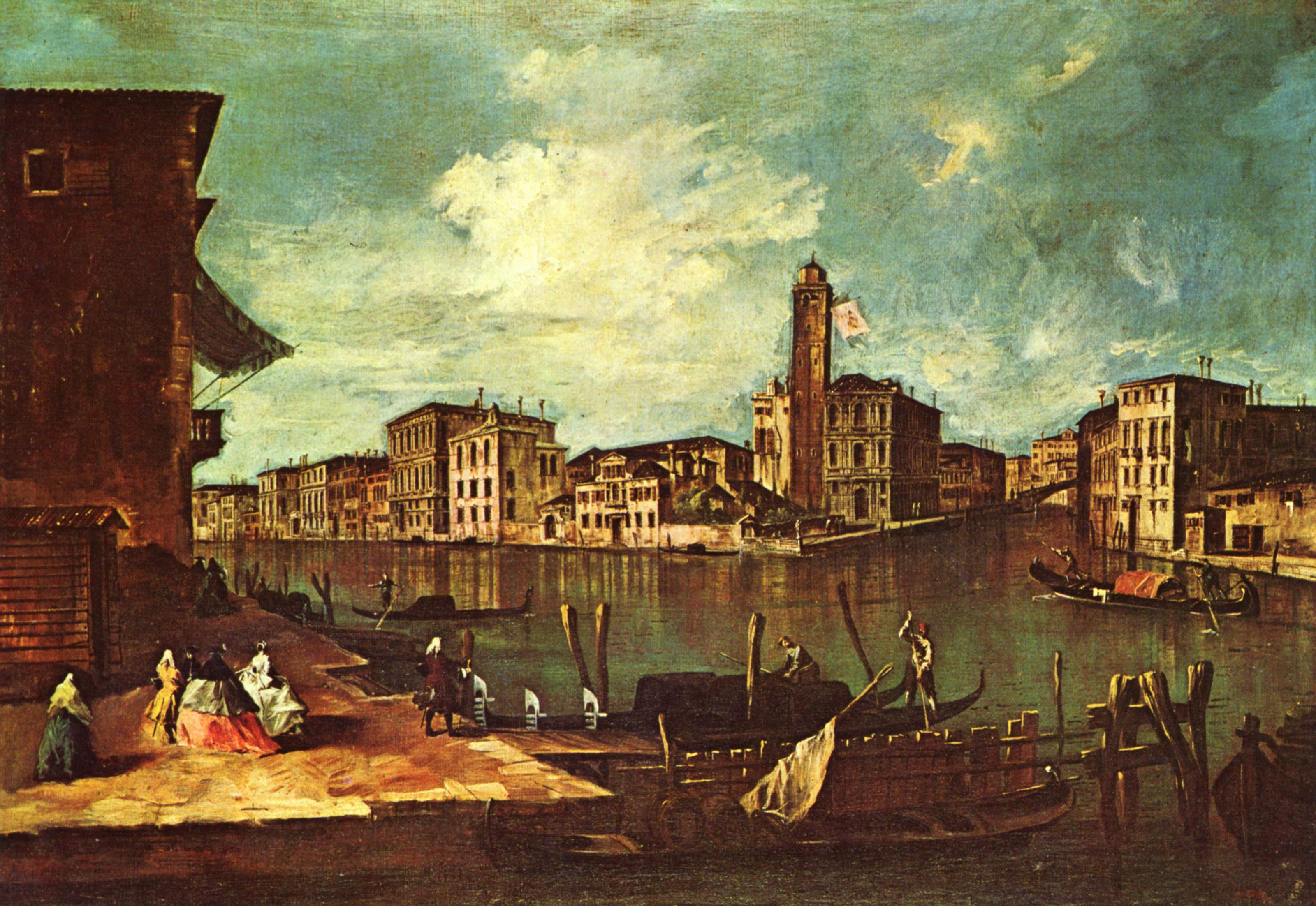
Francesco Guardi: Canal Grande i San Geremia, sedd från en tilläggsplats för gondoler
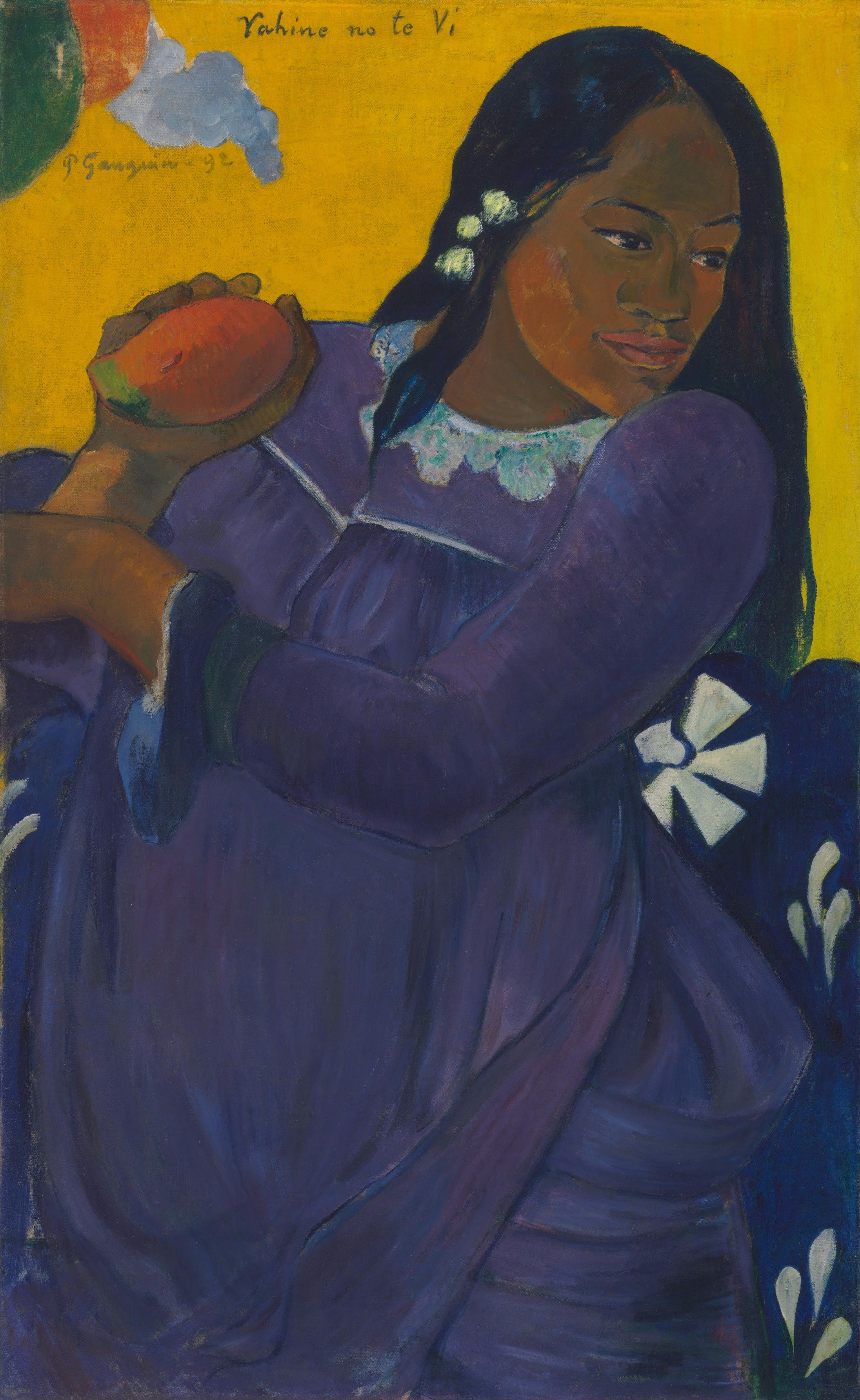
Paul Gauguin: Tahitiska med mango
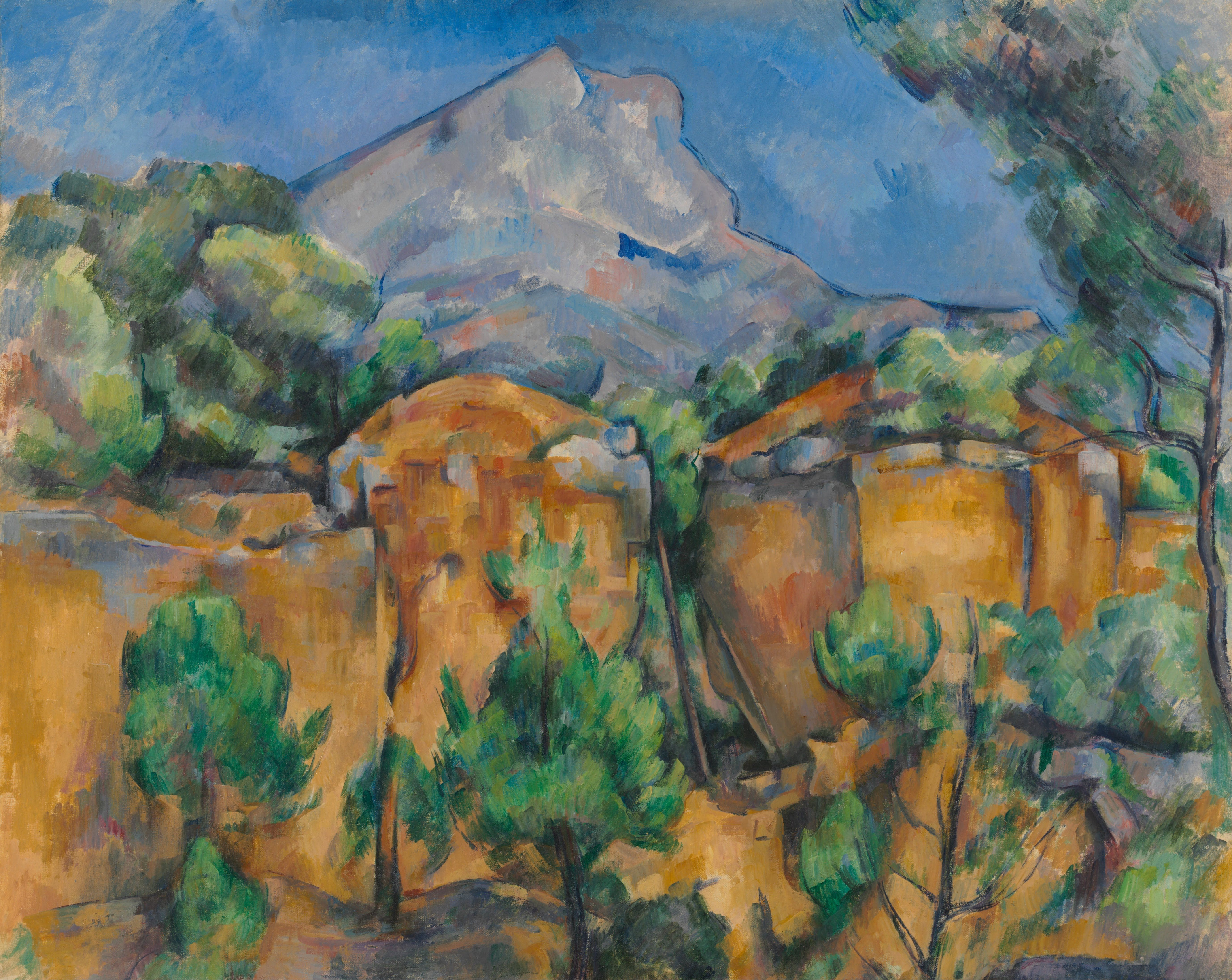
Paul Cézanne: Berget Sainte-Victoire, sett från Steibruch Bibémus
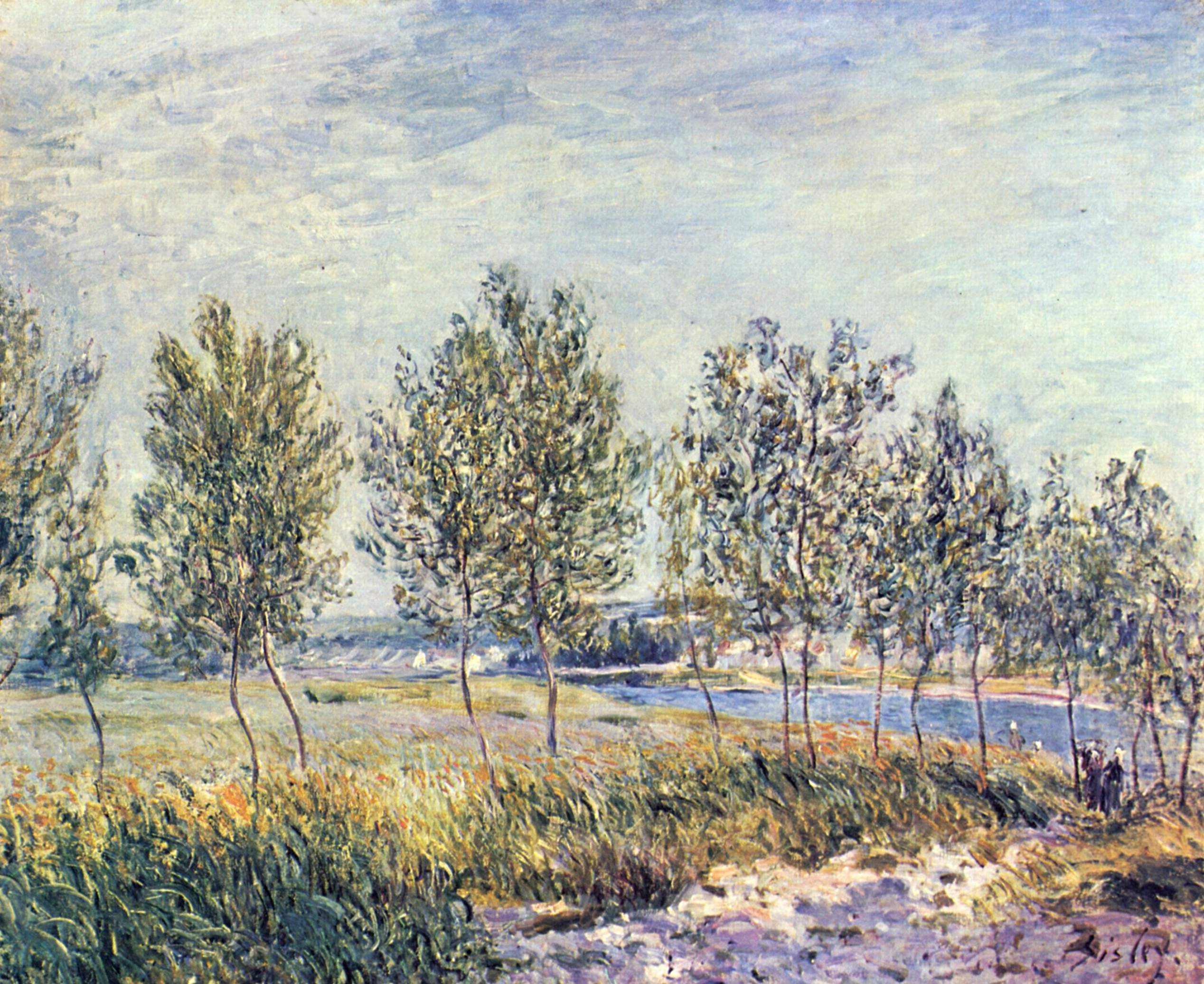
Alfred Sisley: Äng i By
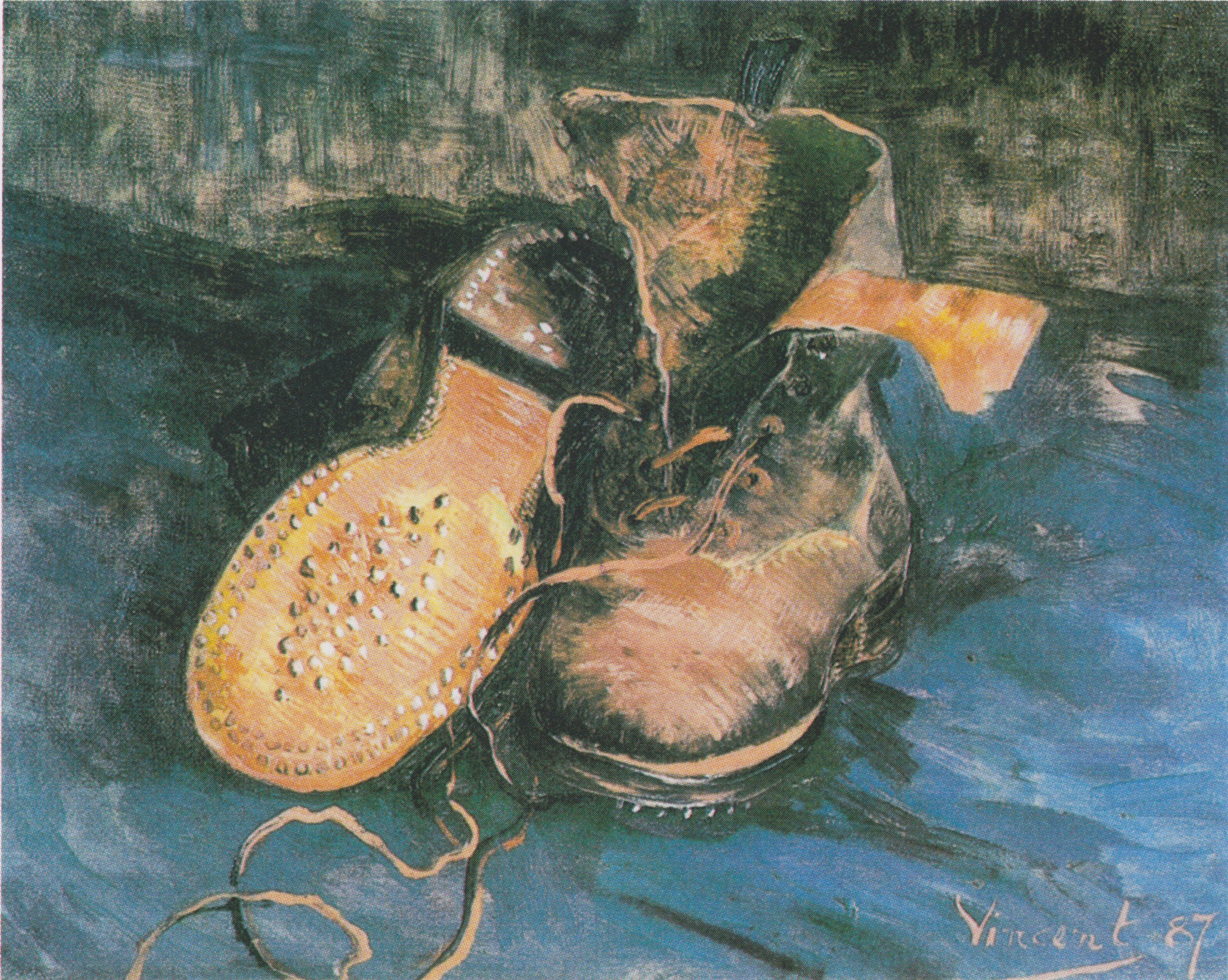
Vincent van Gogh: Ett par skor